# Coatepeque (El Salvador)
Coatepeque é um município de El Salvador, localizado no departamento de Santa Ana e no Distrito de Santa Ana. É dividido em 16 cantões.
Sua área territorial é de 165.76 km² e sua população de aproximadamente 39 842 habitantes, em 2007.

## Transporte
O município de Coaetepeque e é servido pela seguinte rodovia:
- SAN-15 (LIB-30) (SAL-29), que liga a cidade de Santa Ana ao município de Aguilares (Departamento de San Salvador)
- SAN-28, que liga a cidade de El Congo ao município
- SAN-44 (LIB-25) que liga a cidade ao município de Opico (Departamento de La Libertad)
- RN-09,que liga a cidade ao município de Ciudad Arce (Departamento de La Libertad)
- CA-01, que liga o distrito de Candelaria de la Frontera (Departamento de Santa Ana) (e a Fronteira El Salvador-Guatemala, na cidade de Atescatempa - CA-01) à cidade de San Salvador (Departamento de San Salvador)
- RN-10, que liga o município à cidade de Izalco (Departamento de Sonsonate)
- SAN-06, que liga a cidade de El Congo ao município de Santa Ana
- SAN-24, que liga a cidade de El Congo ao município de Santa Ana
- SAN-32, que liga a cidade de Santa Ana ao município
- CA-06,que liga a cidade ao município de Ciudad Arce (Departamento de La Libertad) [1]